# I з'їзд КП(б)У

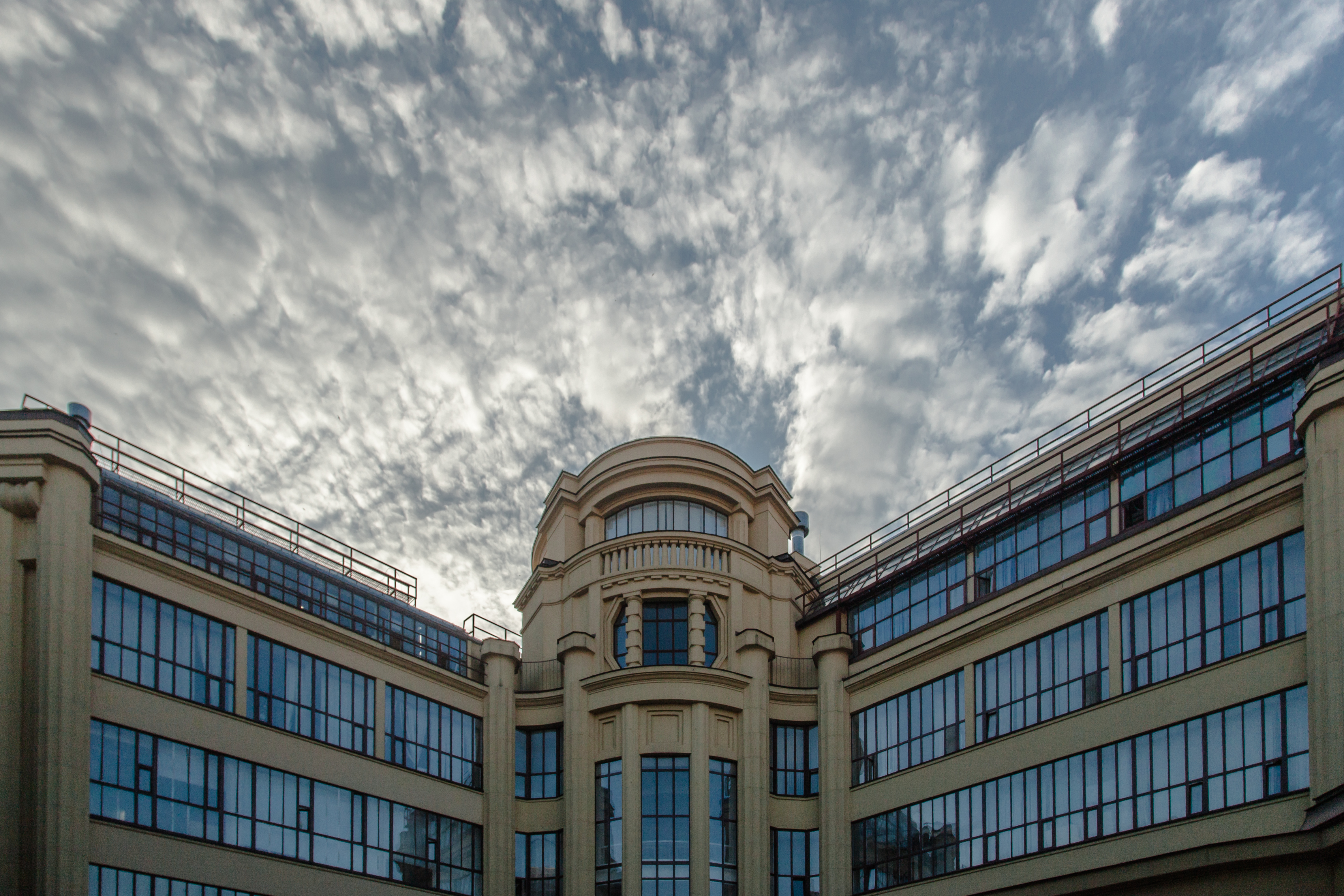
Перший з'їзд відбувся в Москві за адресою: вул. Рождественка, 11. Тепер це приміщення Московського архітектурного інституту

І з'їзд КП(б)У — з'їзд Комуністичної партії (більшовиків) України, що відбувся 5–12 липня 1918 року в Москві.
На з'їзді було 65 делегатів з ухвальним голосом і 147 — з дорадчим, які представляли 45 партійних організацій, у яких налічувалося понад 4 тис. комуністів. Присутні були також 60 гостей.

## Порядок денний з'їзду
1. Доповідь Організаційного бюро по скликанню Першого з’ їзду КП(б)У (доповідач Скрипник Микола Олексійович);
2. Доповідь Всеукраїнського партійного тимчасового комітету (доповідач Майоров Михайло Мусійович);
3. Звіт більшовицької фракції в Народному Секретаріаті (доповідач Бубнов Андрій Сергійович);
4. Про поточний момент (доповідач П'ятаков Юрій Леонідович);
5. Про збройне повстання (доповідач Бубнов Андрій Сергійович);
6. Про державні відносини Радянської України з Радянською Росією (доповідач Квірінг Емануїл Йонович);
7. Про ставлення до так званих «рад»;
8. Про ставлення до інших партій (доповідач Затонський Володимир Петрович);
9. Про об'єднання з лівими українськими соціал-демократами;
10. Про партію (доповідач Скрипник Микола Олексійович);
11. Організаційні питання (доповідач Скрипник Микола Олексійович);
12. Вибори ЦК КП(б)У.

Обрано Центральний Комітет у складі 15 членів та 6 кандидатів у члени ЦК.

## Члени ЦК КП(б)У
- Амосов Іван Карпович
- Бубнов Андрій Сергійович
- Буценко Панас Іванович
- Грузман Шулим Айзикович
- Затонський Володимир Петрович
- Картвелішвілі Лаврентій Йосипович
- Квірінг Емануїл Йонович
- Косіор Станіслав Вікентійович
- Крейсберг Ісаак Миронович
- Лутовинов Юрій (Іван) Хрисанфович
- П'ятаков Юрій Леонідович
- Ровнер Пінхус Лазарович
- Тарський (Соколовський) Леонід Львович
- Фарбман Рафаїл Борисович
- Шварц Ісак Ізраїльович

## Кандидати в члени ЦК КП(б)У
- Лебідь Дмитро Захарович
- Майоров Михайло Мойсейович
- Скрипник Микола Олексійович
- Слинько Петро Федорович
- Гамарник Ян Борисович
- Яковлєв Яків Аркадійович

## Зміни складу ЦК у період між з'їздами
8–9 вересня 1918 року на Пленумі ЦК КП(б)У з членів ЦК вибули Картвелішвілі Лаврентій Йосипович та Фарбман Рафаїл Борисович, кооптовані в склад ЦК Майоров Михайло Мусійович і Слинько Петро Федорович.